# Casa Chiavacci

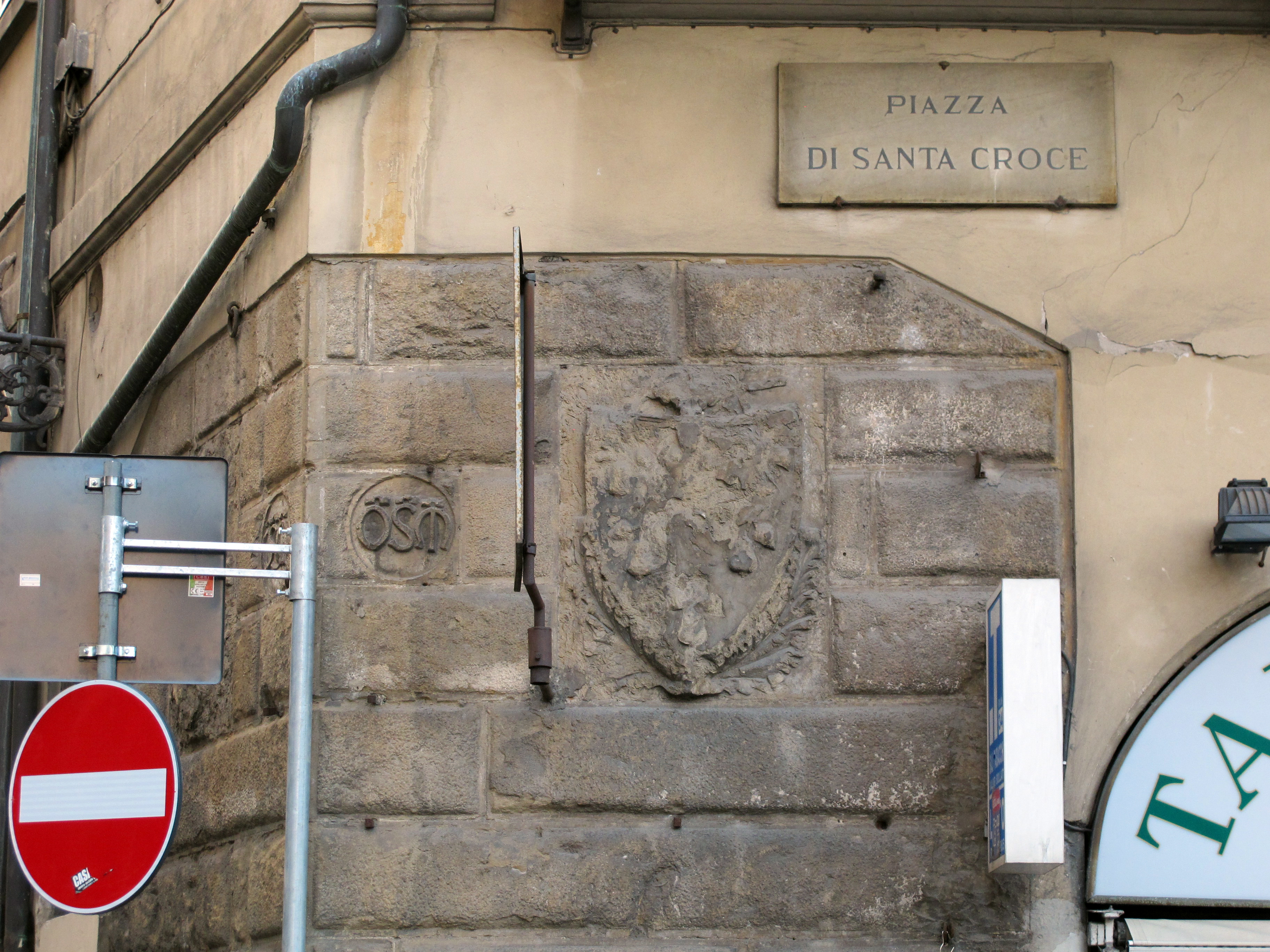
Stemma Peruzzi e di Orsanmichele

Casa Chiavacci è un edificio di Firenze, situato tra piazza Santa Croce 1r-2r, borgo de' Greci e via dell'Anguillara 1.

## Storia e descrizione
L'edificio, che segna le cantonate di borgo de' Greci e di via dell'Anguillara, conserva al piano terreno le bozze di pietra della fabbrica trecentesca, con gli scudi recanti l'arme de' Peruzzi (d'azzurro, a sei pere d'oro, picciolate e fogliate di due pezzi di verde). Questi appaiono scolpiti nella pietra forte (complessivamente in numero di quattro, due a guardare la piazza e uno per ciascun affaccio sulle via a lato), ancora leggibili per quanto deteriorati e consunti dal tempo, a indicare un altro dei molti possedimenti della famiglia nella zona.
Per il resto il fronte documenta di un intervento databile agli anni 1832-1849 (quando l'edificio venne soprelevato di un piano), ancora legato a modelli neoclassici. Al piano terreno permangono quattro bei ferri da cavallo, due a M e due ad anello.
Annota Guido Carocci nelle pagine del suo Illustratore fiorentino del 1915: «in una pergamena del nostro Archivio di Stato, di provenienza Uguccioni, è fatto ricordo della donazione fatta nel 1405 di Alamanno del quondam Andrea Ghetti alla badessa del monastero di S. Maria degli Scalzi di una casa in piazza Santa Croce a confine con 'Via que vocatur del Parlagio, hodie dicitur Anguillaja'. La casa in parola è quella situata sulla piazza di S. Croce fra la via dell'Anguillara e borgo de' Greci la quale conserva tracce della sua antichissima struttura e lo stemma dei Capitani d'Or S. Michele che dopo le monache degli Scalzi ne divennero proprietarie».